# El Venado, Coahuila
El Venado är en ort i Mexiko.   Den ligger i kommunen Francisco I. Madero och delstaten Coahuila, i den centrala delen av landet, 800 km nordväst om huvudstaden Mexico City. El Venado ligger 1 101 meter över havet och antalet invånare är 160.
Terrängen runt El Venado är mycket platt. Runt El Venado är det glesbefolkat, med 9 invånare per kvadratkilometer. Närmaste större samhälle är Sofía de Arriba, 4,0 km söder om El Venado. Omgivningarna runt El Venado är i huvudsak ett öppet busklandskap.